# Федосеевская улица (Казань)
Федосеевская улица (тат. Федосеев урамы) — улица в Вахитовском районе Казани.

## География
Улица находится в историческом центре Казани, в северной части Вахитовского района. Начинаясь от перекрёстка с улицей Батурина, пересекает улицы Япеева, Зои Космодемьянской и Касаткина и заканчивается у Фёдоровского бугра, на котором расположен бывший НКЦ «Казань» (ныне — Национальная библиотека). Ранее пересекалась с Крутым переулком.

## История
Ранее улица состояла из двух частей: первая часть (от Кремля до Еводкиинской церкви) имела название Засыпкина улица, по названию одноимённой слободы, существовавшей в XVII—XVIII веках; вторая часть (от Еводкиинской церкви и Фёдоровским бугром) имела название Нижне-Фёдоровская улица (тат. Түбәнге Фидырыф урамы) — также по названию слободы, существовавшей на месте улицы в XVII—XVIII веках. На месте слияния двух улиц в XVII веке было кладбище, где хоронили людей, умерших от холеры.
Объединить их в одну предполагалось ещё до революции: в 1899 году улицы предлагалось переименовать в Сумбекину, а в 1914 году постановлением Казанской городской думы улицы была переименованы в Засыпкину улицу, но реально это названия не использовались. Обе улицы административно относилась к 1-й полицейской части.
23 ноября 1924 года постановлением Казгорсовета Нижне-Фёдоровская улица была переименована в улицу Шейнкмана, однако 15 декабря 1927 года это постановление было отменено. 16 мая 1929 года улицы была переименованы в честь революционного деятеля Николая Федосеева. После введения районного деления в Казани относилась к Бауманскому району, Бауманскому и Вахитовскому районам, а с 1995 года — к Вахитовскому району.
Улица была застроена преимущественно деревянными домами. В 2000-х годах вся старая застройка улицы была снесена, на её месте построены коттеджи и элитные жилые комплексы.

## Примечательные объекты
- №36 — Дворец земледельцев. Штаб-квартира Министерства сельского хозяйства и продовольствия Республики Татарстан.
- Дворцовая площадь и парк земледельцев
- №№ №38, 40, 42 — ЖК «Дворцовая набережная». По состоянию на 2018-2020 годы, квартиры в этом ЖК имеют хоккеист Данис Зарипов, футболист Владимир Дядюн, волейбольный тренер Владимир Алекно, тренер ФК «Рубин» Курбан Бердыев, бывший премьер-министр Татарстана Ильдар Халиков, родственники бывшего министра внутренних дел Татарстана Асгата Сафарова, Радика Шаймиева, председателя ЦИК РТ Экзама Губайдуллина, начальника УФСБ по РТ Александра Антонова, а также многие чиновники городского и республиканского уровня.[13][14]
- №5 — мечеть «Ирек».
- №46 — Евдокиинская церковь.
- №9 — предположительно принадлежит раису Татарстана Рустаму Минниханову.[15]
- №52 — Международная школа Казани.

### Утраченные
- №№35, 35а — Усадьба Алкина, начало XX века (снесена в 2005 году).
- №37 — городской особняк (снесён)
- №38 — дом Иванова (снесён)
- №65 — дом, где жил искусствовед П. М. Дульский (снесён)
- №67 — Дом Лисичкина–Дульского, 1869 г., арх. П.Е.Аникин (снесён)
- №68 — Дом Е. А. Кузнецовой, 1874 г. (снесён)

## Известные жители
- В разные годы на улице проживали деятель революционного движения Николай Федосеев[3], искусствовед Пётр Дульский[16], депутат Государственной думы Российской империи I созыва Сеид-Гирей Алкин[17].

## Транспорт
- Непосредственно по улице общественный транспорт не ходит, однако с первой половины 1900-х годов по участку Нижне-Фёдоровской между улицами Касаткина и Япеева ходил трамвай маршрута № 5; движение трамваев было прекращено в первые годы Советской власти.[18] Ближайшая автобусная остановка — «Улица Батурина» (на одноимённой улице). Ближайшая станция метро — «Кремлёвская».